# Atollstare
Atollstare (Aplonis feadensis) är en fågel i tättingfamiljen starar. Den förekommer i ögrupper utanför östra Nya Guinea.

## Utseende och läten
Atollstaren är en medelstor (20 cm) och rätt satt stare. Adulta fåglar har glansigt svart fjäderdräkt och gula ögon, medan ungfågeln har ljusare fjäll undertill och en mer färglös ögonfärg. Både metallstaren och sångstaren har röda ögon och längre stjärt. Bland lätena hörs olika starlika tjattrande ljud och visslingar.

## Utbredning och systematik
Atollstaren delas in i två underarter med följande utbredning:
- Aplonis feadensis feadensis – förekommer på Ontong Java i västra Salomonöarna samt på öarna Nissan och Nuguria utanför Nya Guinea)
- Aplonis feadensis heureka - förekommer på öarna Ninigo och Hermit i Bismarckarkipelagen

Tidigare har rennellstare (Aplonis insularis) behandlats som underart till atollstare.

## Status och levnadssätt
Fågeln förekommer främst i fuktig låglandsskog och på kokosnötplantage. IUCN kategoriserar arten som nära hotad och största hotet utgörs av habitatförstöring.

## Namn
Atollstarens vetenskapliga artnamn kommer av ön Fead i Salomonöarna.